# Грінталь
Грінталь (в 1945—2024 роках — Мічуріне) — село в Україні, у Бойківській громаді Кальміуського району Донецької області. Населення становить 1160 осіб.

## Загальні відомості
В селі бере початок річка Кам'янувата, права притока Грузького Єланчика. Відстань до райцентру становить близько 7 км і проходить автошляхом Т 0508.
Перебуває на території, яка тимчасово окупована російськими терористичними військами.

## Історія
Лютеранське село, засноване 1869 року під назвою Грінталь. Засновники з маріупольських колоній Гросс—Вердер та Кляйн—Вердер. Католицькі приходи Новочеркаськ, Грінталь (з 1919). Церква. Землі 2000 десятин (1870), 4040 десятин (1915; 43 подвір'я). Паровий млин та два вітряка, два цегельних заводи, дві школи. Сільрада (1926).
7 (20) листопада 1917 року, відповідно до Третього Універсалу Української Центральної Ради, увійшло до складу Української Народної Республіки.
Після війни німці були «зачищені», на їхнє місце після Радянсько-Польського обміну ділянками територій 1951 року до селища були депортовані бойки (282 особи) із села Чорне Нижньо-Устріцького району Дрогобицької області. Село було перейменоване на Мічуріне (або Мічурінське).
10 квітня 2024 року Комітет Верховної Ради України з питань організації державної влади, місцевого самоврядування, регіонального розвитку та містобудування підтримав перейменування села на Грінталь.

## Населення
| Рік  | Кількість мешканців |
| ---- | ------------------- |
| 1869 | 109                 |
| 1873 | 200                 |
| 1897 | 522/417 нім.        |
| 1912 | 350                 |
| 1915 | 444                 |
| 1918 | 326                 |
| 1924 | 489                 |

За даними перепису 2001 року населення села становило 1160 осіб, із них 81,98 % зазначили рідною мову українську, 17,84 % — російську, 0,09 % — молдовську та польську мови.